# Иоахим Прусский
Иоахим Франц Гумберт Прусский (нем. Joachim von Preußen; 17 декабря 1890, Потсдам — 18 июля 1920, там же) — принц Прусский, младший (шестой) сын германского императора Вильгельма II и Августы Виктории. Страдал эпилепсией.

## Биография
Как и все прусские принцы обучался в Плёне.
Теоретик украинского монархизма Вячеслав Липинский в своих теориях выдвигал Иоахима как возможного претендента на украинский престол.
Участник Первой мировой войны, был офицером германского гусарского 14-го полка. Участник первого мазурского сражения, в ходе которого был ранен. Во время ирландского Пасхального восстания ряд вождей повстанцев предлагали его кандидатуру на ирландский престол (хотя восстанием была провозглашена республика).
В браке с Марией Августой, принцессой Ангальтской, свадьба с которой состоялась 11 марта 1916 года, у Иоахима родился сын Карл Франц Иосиф, названный в честь умершего в том же году австрийского императора Франца Иосифа, в свою очередь отец принца Франца Вильгельма Прусского.
Переехал в Швейцарию вскоре после окончания войны. Возлагал надежды на Капповский путч, надеясь в случае удачи последнего на восстановление монархии. Покончил жизнь самоубийством (застрелился) из-за семейных неудач и гибели монархии. На похоронах присутствовали Пауль фон Гинденбург и генерал Эрих Людендорф. Похоронен в Античном храме в парке Сан-Суси в Потсдаме.